# ホーカー ハンター
ホーカー ハンター
ハンター F.6
- 用途：戦闘機、対地攻撃機
- 設計者：シドニー・カム（英語版）
- 製造者：ホーカー・エアクラフト
- 運用者

  -  アメリカ合衆国（航空民間軍事会社ATAC (企業)）
  -  イギリス（イギリス空軍、イギリス海軍）
  -  スウェーデン（スウェーデン空軍）
  -  スイス（スイス空軍）
  -  インド（インド空軍）
  -  レバノン（レバノン空軍）他
- 初飛行：1951年7月21日
- 生産数：1,972機
- 運用開始：1956年
- 運用状況：退役

ホーカー ハンター (Hawker Hunter) は、イギリスの航空機メーカー、ホーカー社で開発され、各国で使用されたジェット戦闘機である。イギリス空軍の戦闘機であるグロスター ミーティアの後継機として開発された。1960年代に戦闘機としての役目を終えたが、対地攻撃機型が1970年まで運用された。すでに旧式化しており、2014年に最後の利用者であったレバノン空軍から退役し、軍用機としては引退となった。ただし、民間機や記念機としては現在も飛行している。

## 開発と特徴
1947年1月に航空省が発行した仕様書E.38/46のためにシドニー・カムはホーカー P.1052を設計し、これはホーカー シーホークの翼を後退翼に修正した機体であった。1948年に初飛行を行ったが、政府や軍に採用されなかった。しかし、シドニー・カムはP.1052の開発を生かして昼間ジェット要撃機を求める仕様書F.3/48の要求を満たす新たな戦闘機P.1067の開発に取りかかった。最初に機首にエアインテークを配置した試作機が製造された。これは速度の向上に繋がったが、エアインテークを主翼の根元に配した従来の双ブーム式と比較した際にレーダーの搭載や兵装搭載力に劣った。結局エアインテークを左右主翼付け根前縁に移動し、機首にレドームを設け、風洞試験で懸念されたダッチロール対策として尾翼の配置と形状を変更し、まとまった機体形状にはP.1067/5の名称がつけられた。。この機体にはロールス・ロイス製のジェットエンジン、ニーンよりも一回り小さくて出力の大きいエイヴォンを搭載した。
1951年7月20日にエイヴォン Mk.107 エンジンを搭載して初飛行した。補給省は初飛行に先立つ1950年3月にハンターと命名して、生産を決定した。部隊配備は1954年7月からイギリス空軍で開始された。政府側からバックアップとして他社のエンジンを搭載するよう要請を受けたため、1952年11月30日にはサファイアを搭載した試作機が初飛行したが、ホーカー社はエイヴォンにこだわり、サファイアを搭載した量産モデルは2種しか製造されなかった。
ハンターは機動性が良く、ADEN 30 mm機関砲を4門搭載し火力も強力であった。初期型ではトラブルも続出したが、改良されたエイヴォンを搭載したF.4型以降は元来の堅実かつ頑丈な設計も相まって非常に信頼性に富んだ機体となった。また機体にモジュラー構造を取り入れていたことから、古い型でもアップグレードや練習機型への改造が容易に行えた。

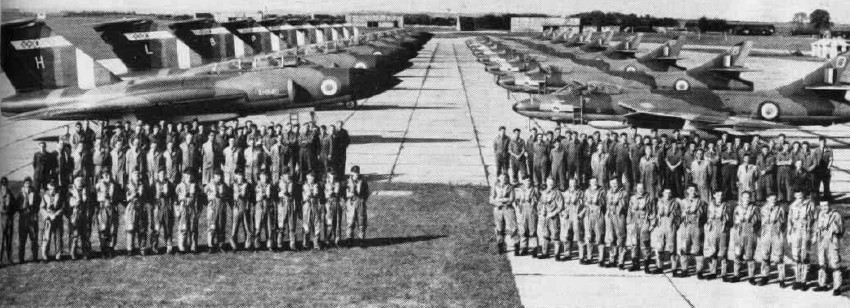
第64飛行隊のジャベリンFAW.7（左）と、第65飛行隊のハンターF.6（右）。
（1959年、ダックスフォード空軍基地にて撮影）

アビオニクスに関しては、機首に対空射撃照準用の測距レーダーが搭載されているのみであり、夜間や荒天時の空戦には不向きであった。このためイギリス空軍は、夜間ないし荒天時の迎撃を担当する全天候戦闘機としてグロスター ジャベリンを導入している。
練習機型においては座席の並列複座配置が採用されたが、この実現のためにコックピットの外形が大きく左右に膨らむこととなり、試作段階ではコックピット後部で激しいバフェッティング（気流の剥離）が起こり問題となった。この問題は困難で時間を要し、当時研究が進んでいたエリアルールに基いてコックピット後方から主翼部分にかけての胴体を整形することにより、ようやくの解決を見た。

## 配備と運用
ハンターが登場した時期にはアメリカ合衆国やソビエト連邦で超音速の機体が開発・実用化されつつあり、亜音速のハンターは速度の面では同時期の機体に劣っていた。このため戦闘機としての運用期間は短く、常に旧ソ連の新鋭機に対峙していたオランダ、ベルギーなどヨーロッパ諸国では早い時期に退役し、イギリスでも攻撃や偵察などの用途に早々と転用された。
しかし、低空での機動性の良さや兵装搭載量の多さ、そして4連装のADEN機関砲の火力を買われ、様々な紛争に直面していた発展途上国においては、対地攻撃機として長く運用された。この際には、ヨーロッパ諸国で退役した機体がホーカー社によって買い戻され、近代化改修・オーバーホールを受けて再度販売されたケースも多い。また、高等練習機としても使用され、イギリスではコックピットが狭いナット練習機に乗るには大柄すぎるパイロットの訓練を引き受けていた。　
イギリス空軍は第二次中東戦争にハンターをキプロス島（現：キプロス共和国）のアクロティリ空軍基地に派遣したが、航続力不足により活躍する機会がなかった。1960年から当時イギリス領だったアデン保護領（現イエメン）のアデンに常駐していた部隊が、デ・ハビランド ベノムと入れ替わりでハンターとなった。アデンの部隊は1961年にアブドルカリーム・カーシム政権のイラクがクウェートへ侵攻する意思を見せたことからクウェートに派遣された。仮にイラクが実際に侵攻を行った場合、イラク軍のハンターとの戦闘が起こり得たが、侵攻は実際には行われず、戦闘は発生しなかった。1962年からアデン保護領においては、北イエメンとの国境地帯において北イエメンによる地元部族への反乱工作が行われ、また北イエメン機による領空侵犯もたびたびあった。続く1963年～1964年にかけて部族による反乱や北イエメンからの越境攻撃があり、ハンターはこれを鎮圧すべく対地攻撃に出撃し、ロケット弾と機関砲による地上攻撃を行った。また、やはりシンガポールに配備されていたハンターの部隊は、1962年から1966年にかけて起こったマレーシアとインドネシアとの対立においてボルネオ島に進出し、哨戒を行い、回数は少なかったがインドネシアからの空挺兵侵入が起こった際には地上攻撃に出撃した。
インド空軍のハンターは、パキスタンとの間に起こった印パ戦争（第二次及び第三次）においてパキスタン軍機との間で激しい戦闘を行い、戦果も上げたが損害も大きかった。
1973年にはイラク空軍が第四次中東戦争に派遣し、イスラエル空軍機と対峙した。
このほか、スウェーデン、スイス、ペルー、シンガポール、レバノン、オマーン、クウェート、ローデシア（後のジンバブエ）、ソマリア、ケニア、チリ等多くの国で使用された。
主翼を改良しリヒート付きエイヴォンを搭載した超音速型ハンターのホーカー P.1083も計画されたが、試作機を製作中の段階で、より高速を目指すP1（後のイングリッシュ・エレクトリック ライトニング）の計画が存在したため、予算の制約からホーカー P.1083の開発は1953年6月に中止されてしまった。その後ハンターには空対空ミサイルの装備がテストされたがイギリスでは採用されず、一部の海外輸出国が運用したのみに留まった。
その頑丈さから、現在でも民間に払い下げられた機体が多数飛行可能状態にある。アメリカ軍の訓練支援飛行等を行う民間軍事会社ATACは、スイス軍で使用されていたF.58を電子戦環境や艦艇へのミサイル攻撃を演出する仮想敵機として使用しており、日本国内のアメリカ軍基地にも度々飛来している。

## 派生型
量産機
イギリス向け

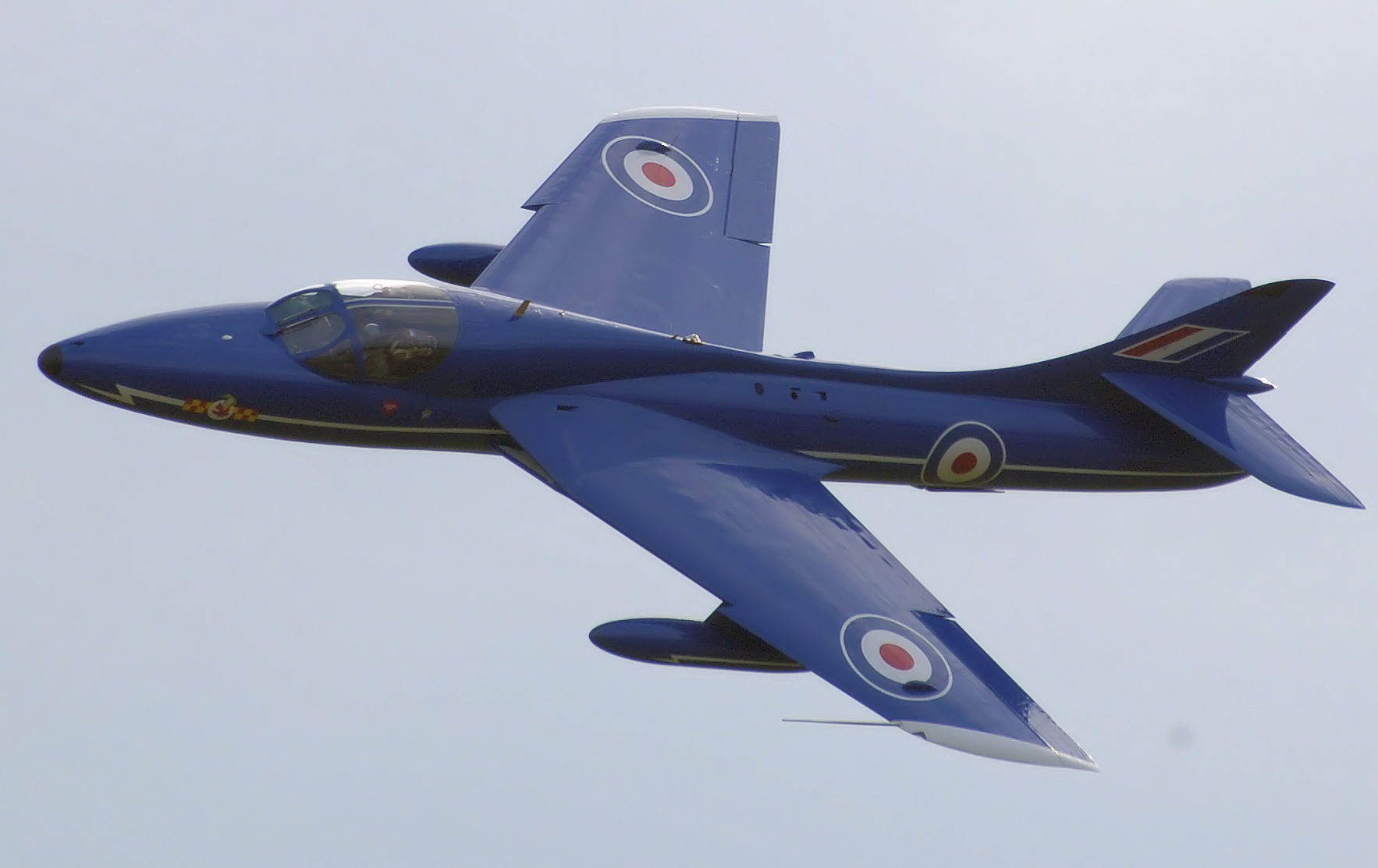
ハンター T.7 "ブルー・ダイヤモンド"

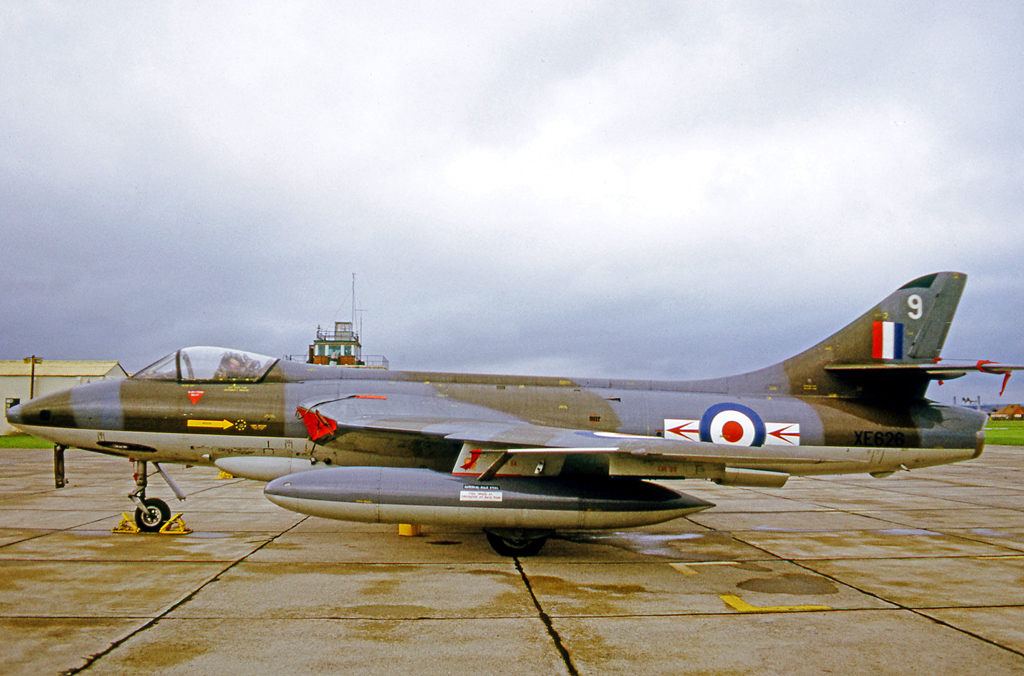
ハンター FR.10 写真ではわかりにくいが、機首にカメラ窓がある

- ハンター F.1 : 初期量産型。エイヴォン 113を搭載。1953年3月16日に初飛行。139機製造。
- ハンター F.2 : サファイア 101を搭載。1953年10月14日に初飛行。45機製造。
- ハンター F.4 : F.1に翼内燃料ブラダー（タンク）、増槽を追加。燃料・弾薬供給系を整備。エイヴォン 115 (PA.21)装備。1954年10月20日に初飛行。349機製造。
- ハンター F.5 : F.4のエンジンをサファイア 101に換装。
- ハンター F.6 : 前縁にドッグトゥースを追加した新型主翼を採用。ハードポイントを追加し本格的な戦闘爆撃能力を付加。エイヴォン 203/207搭載。1954年1月22日に初飛行。384機製造。
- ハンター F.6A : FGA.9の強化された主翼を採用。
- ハンター T.7 : F.4をベースにした複座型練習機。並列複座の配置にするためノーズを変更し、機関砲は1門に削減。
- ハンター T.7A : イギリス空軍のブラックバーン バッカニア向け複座練習機。
- ハンター T.8 : T.7に陸上用アレスター・フックを装備させたイギリス海軍向け複座練習機。
- ハンター T.8B/C : イギリス海軍のバッカニア向け複座練習機。
- ハンター T.8M : イギリス海軍のBAe シーハリアー向け複座レーダー訓練機。シーハリアーのブルーフォックス・レーダーを装備。
- ハンター FGA.9 : F.6を熱帯地域向けに改造した対地攻撃機。ドラッグシュートの装備やコックピットの換気機能強化、主翼ハードポイントの強度向上などが行われた。
- ハンター FR.10 : F.6を改造した偵察機。
- ハンター GA.11 : イギリス海軍の単座兵装訓練機。フックとハーレー・ライトを装備。40機のF.4がGA.11に改装された。
- ハンター PR.11 : イギリス海軍の単座偵察機。GA.11のライトをカメラに換装。

試作機・計画機
- P.1067 : 試作機
- P.1101 : 複座訓練機の試作機
- ハンター Mk.3 : アフターバーナー付きエイヴォン RA.7Rを搭載した試験機。エアブレーキを追加し、ノーズやキャノピーも変更された。
- ハンター Mk.12 : RAEに送られた複座試験機。1機製造。

輸出向け

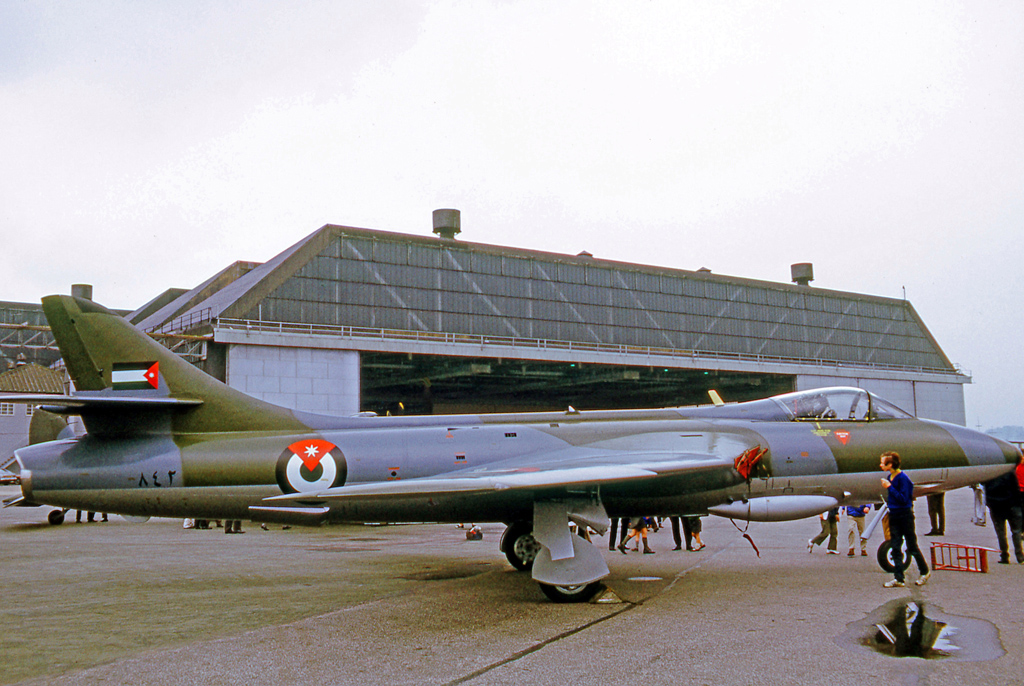
ヨルダン空軍のハンター FGA.73B

- ハンター F.50 : スウェーデン向けのF.4
- ハンター F.51 : デンマーク向けのF.4
- ハンター F.52 : ペルー向けのF.4
- ハンター T.53 : デンマーク向けのT.7
- ハンター F.56 : インド向けのF.6
- ハンター FGA.56A : インド向けのFGA.9
- ハンター FGA.57 : クウェート向けのFGA.9
- ハンター F.58 : スイス向けのF.6
- ハンター F.58A : スイス向けのFGA.9
- ハンター FGA.59/59A/59B : イラク向けのFGA.9
- ハンター F.60 : サウジアラビア向けのF.6
- ハンター T.62 : ペルー向けのT.7
- ハンター T.66/66D/66E : インド向けのT.7 エンジンがF.6に準じた仕様になっている。
- ハンター T.66A : ホーカー社が所有したT.66のデモンストレーター機。
- ハンター T.66B : ヨルダン向けのT.66
- ハンター T.66C : レバノン向けのT.66
- ハンター T.67 : クウェート向けのT.66
- ハンター T.68 : スイス向けのT.66
- ハンター T.69 : イラク向けのT.66
- ハンター FGA.70/70A : レバノン向けのFGA.9
- ハンター FGA.71 : チリ向けのFGA.9
- ハンター FR.71A : チリ向けのFR.10
- ハンター T.72 : チリ向けのT.66
- ハンター FGA.73/73A/73B : ヨルダン向けのFGA.9
- ハンター FGA.74/74B/74S : シンガポール向けのFGA.9。74Sはハードポイントが7箇所(主翼下6、胴体下1)に増加。
- ハンター FR.74A : シンガポール向けのFR.10
- ハンター T.75/75A : シンガポール向けのT.66
- ハンター FGA.76 : アブダビ向けのFGA.9
- ハンター FR.76A : アブダビ向けのFR.10
- ハンター T.77 : アブダビ向けのT.7
- ハンター FGA.78 : カタール向けのFGA.9
- ハンター T.79 : カタール向けのT.7
- ハンター FGA.80 : ケニア向けのFGA.9
- ハンター T.81 : ケニア向けのT.66

## 採用国
- アブダビ首長国
- ベルギー
- チリ - 1973年9月11日にクーデターを起こしたピノチェト将軍側に立ち、アジェンデ大統領が立てこもる首都サンティアゴのモネダ宮殿（大統領官邸）を空爆した。近代化改修が行なわれて、1980年代まで現役であった。
- デンマーク
- イラク - イラク革命前にイギリスから購入。革命後はインドの支援を受けて運用していた。六日間戦争及びヨム・キプール戦争に出動するが、大きな損害を蒙る事が多かった。
- インド - 印パ戦争の際は、パキスタン空軍のF-86 セイバーやF-104 スターファイターと交戦。
- ヨルダン - イラク同様、六日間戦争及びヨム・キプール戦争などに出動。現在は退役している。
- ケニア[3]
- クウェート
- レバノン - 1958年にアメリカの域外調達で6機を導入。各種中古機を購入し、最大18機を運用した。六日間戦争の際、イスラエル領空に（誤って？）侵入した2機が撃墜された。1975年に勃発したレバノン内戦では、内戦初期に大統領府が反政府勢力に包囲された際、ハンターが急行して包囲網に爆撃を行い、キリスト教徒の大統領を避難させる作戦に従事した。内戦中は、ベイルート空軍基地が主にイスラム教シーア派地区に包囲されていたため、マロン派キリスト教徒の中心都市・ジュニーエに仮設された空軍基地(高速道路を滑走路に利用した)を拠点とした。その後の山岳戦争にも出動したが、イスラム教ドルーズ派民兵のZSU-23-4によって、いくつかの機体は撃墜され、被弾したものの飛行可能な機体はキプロスに不時着している。それ以降は活動休止に陥ったとみられる。しかし、ハンター導入後に購入されたミラージュⅢELが内戦終結後に全機がパキスタンに売却されたのに対し、ハンターは温存が図られた。
内戦終結後にオーバーホールと近代化改修が行なわれたが、一部の機体は同空軍の博物館に展示されている。一方で、最新鋭の戦闘機を持たないレバノン空軍の数少ない第一線機として存在しつづけ、レバノン軍の大演習や軍事パレードにおいて飛行する姿が目撃された。しかし、旧式の機体である事、後掲のように部品が不足していた事などから実際の運用は慎重に行われていた。
2007年にはレバノン北部トリポリで発生したイスラム教過激派の反乱に出動した。だが、空軍のスペアパーツ（とくにマーチン・ベイカー製の射出座席）が不足した事から運用に手間取った。それでも、必要性が再認識された事から、翌年には8機のハンターが現役に復帰したが、2014年に退役となった。
- オランダ
- オマーン
- ペルー
- カタール
- ローデシア - ケニアから購入したとされ、ローデシア紛争においてCOIN作戦に従事した。
- サウジアラビア
- シンガポール
- ソマリア - オガデン紛争により1980年代にバーレ政権（当時）が旧ソ連の影響下から旧西側に移行した際、支援途絶により低稼働となったMiG-21など旧ソ連製主体の空軍戦力を補うため、オマーンから少数のハンターを購入したとされる。MiG-21よりも旧式であったため、パイロットからは不評を買っていたともいわれる。ソマリア内戦によってソマリア空軍は自然消滅し、同空軍のハンターはスクラップになって放置されている。[4]
- スウェーデン
- スイス - 1990年代まで現役にあり、パトルイユ・スイスでも1994年まで使用した。
- ジンバブエ - 旧ローデシアの機体を継承。しかし、すでに旧式であった事からJ-7などに変更されており、現在は退役したとみられる。

### 民間
耐空証明を取得すれば民間企業や個人が運用することも可能であるため、軍の払い下げ機が流通している。
- ATAC - スイス軍から購入した中古のF.58を運用している。会社では『MK-58 Hawker Hunter』と表記している[5]。

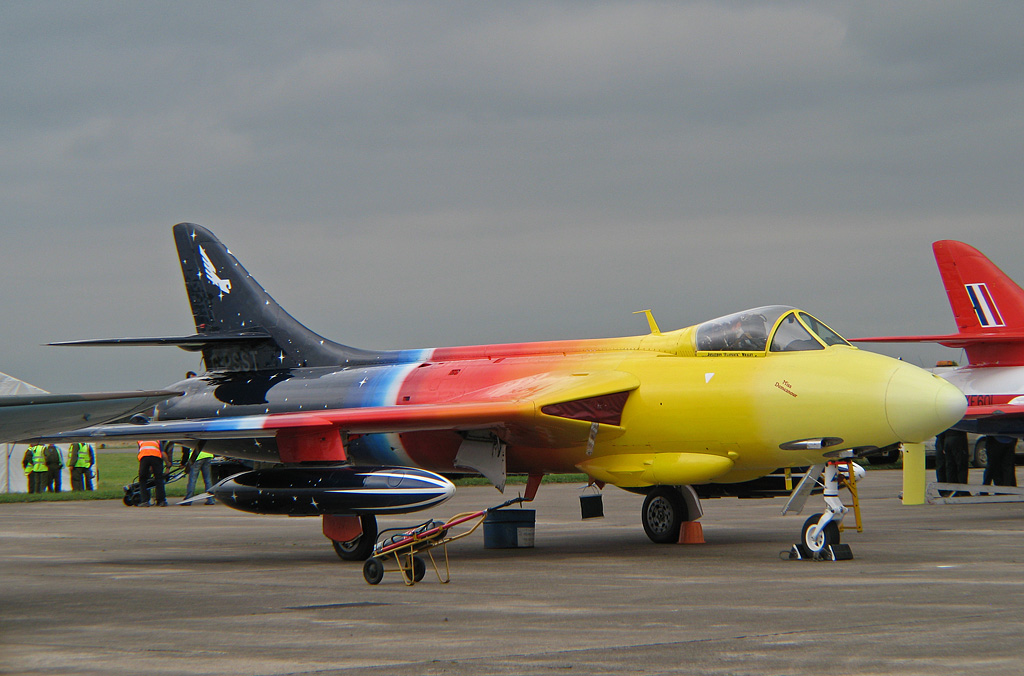
個人所有のハンター F.58A
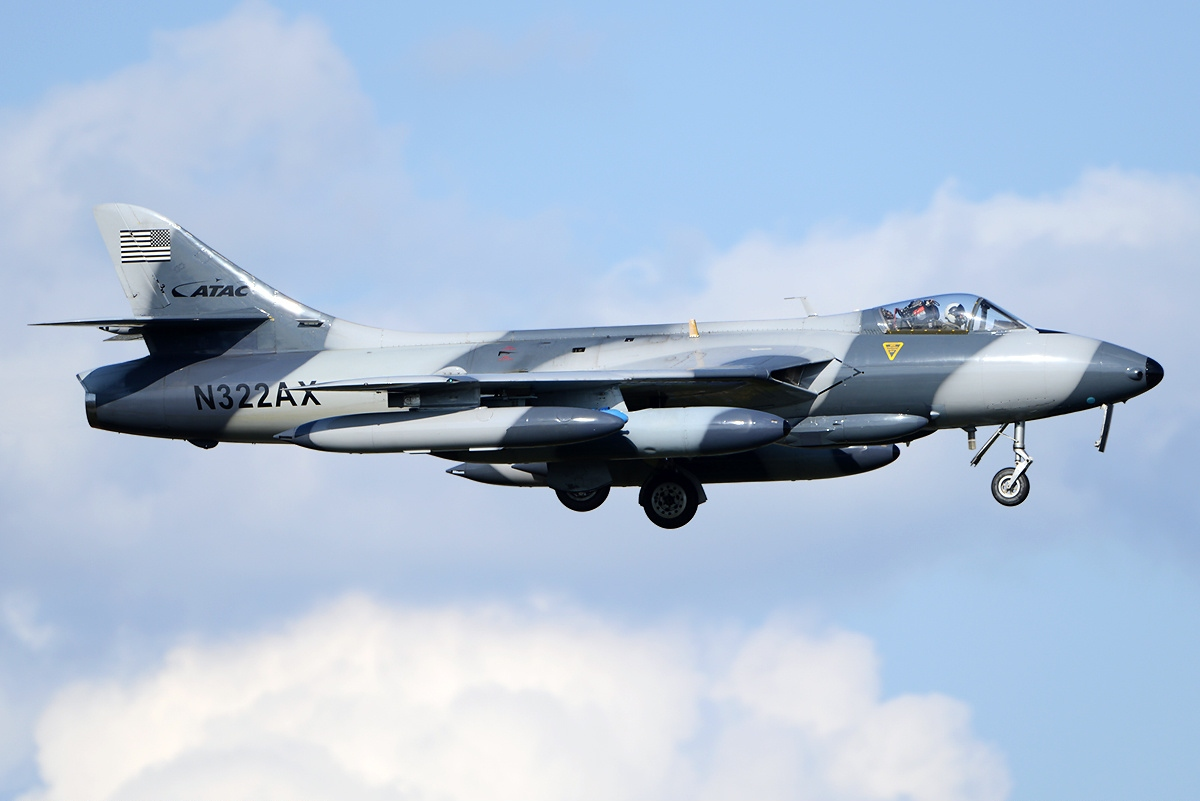
厚木基地に飛来したATACのMK-58

## スペック (F.6)
出典: The Great Book of Fighters
諸元
- 乗員: 1名
- 全長: 14.00 m （45 ft 11 in）
- 全高: 4.01 m （13 ft 2 in）
- 翼幅: 10.26 m（33 ft 8 in）
- 翼面積: 32.42 m2 （349 ft2）
- 空虚重量: 6,405 kg （14,122 lb）
- 運用時重量: 8050 kg （17,750 lb）
- 最大離陸重量: 11,158 kg （17,750 lb）
- 動力: ロールス・ロイス エイヴォン 207 ターボジェット、45.13 kN （10,145 lbf）  × 1

性能
- 最大速度: 1,150 km/h （マッハ 0.94, 620 ノット）
- フェリー飛行時航続距離: 3,060 km （1,650 海里）
- 航続距離: 715 km （385 海里）
- 実用上昇限度: 15,240 m （50,000 ft）
- 上昇率: 87.4 m/s （17,200 ft/min）
- 翼面荷重: 251.9 kg/m2 （51.6 lb/ft2）
- 推力重量比: 0.56

武装
- ガン・パック（着脱式）：30 mm ADEN リヴォルヴァーカノンx4門（砲弾は各機関砲に150発ずつ）
- ペイロード：3,400 kg (7,400 lb)
- ハードポイント：4箇所、下記の武装いずれかか増槽、無誘導爆弾などを装備可能。
  - ミサイル（輸出型の近代化改修機のみ）： AIM-9 サイドワインダー 4発、あるいはAGM-65 マーベリック 4発
  - ロケット弾：マトラ SNEB 68 mm 18連装ロケットポッド4基、あるいはイスパノ R80 80 mm ロケット 24基
- アビオニクス: EKCO社製測距レーダー

## 事故・事件
- 1956年2月8日en:1956 Hawker Hunter multiple aircraft accident：4x4のドッグファイト訓練中に、天候が悪化したことから６機墜落、パイロット１人死亡
- 1968年4月5日ホーカー ハンター機によるタワーブリッジ通過事件：Alan Pollock空軍大尉が国の誘導ミサイル偏重政策に抗議し、イギリス空軍創立50周年記念のフライト中に独断でタワーブリッジの下をくぐった事件
- 2014年10月29日アメリカ カリフォルニアベンチュラでホーカー ハンター1機が墜落し、1人が死亡[7]
- 2015年8月22日（2015年ショアハム航空ショー墜落事故）イギリス ウェストサセックスのShorehamで開催されていた航空ショー（en:Shoreham Airshow）中に、ホーカー ハンター1機がA27道路（en:A27 road）上の自動車を巻き込み墜落し、11人死亡、15人負傷、パイロットは脱出し重体[8][9][10]

## 登場作品

### 映画
『28日後...』
ラストシーンに登場。目視偵察のため低空飛行し主人公達が作ったメッセージを発見する。動態保存されている実機を実際に飛行させている。
『ライトスタッフ』
全面白色のアメリカ空軍実験機塗装とした機体がダグラス D-558-2 “スカイロケット”役で登場している。

### アニメ
『紺碧の艦隊』
OVA版で後世日本軍の主力戦闘機「閃電改」として登場。

### ゲーム
『War Thunder』
『エアフォースデルタ』
『大戦略シリーズ』